# Châteauneuf-sur-Loire
 Châteauneuf-sur-Loire  es una población y comuna francesa, situada en la región de Centro, departamento de Loiret, en el distrito de Orléans. Es el chef-lieu y mayor población del cantón de Châteauneuf-sur-Loire.

## Demografía
| 4350 | 4850 | 5528 | 5998 | 6558 | 7032 |
| Para los censos de 1962 a 1999 la población legal corresponde a la población sin duplicidades (Fuente: INSEE [Consultar]) |      |      |      |      |      |